# تاتيانا دول
تاتيانا دول (بالألمانية: Tatjana Doll)‏ هي رسامة ألمانية، ولدت في 1970 في شتاينفورت في ألمانيا.